# Kościół Matki Bożej Różańcowej w Toporowie
Kościół pw. Matki Bożej Różańcowej w Toporowie (pot. Matki Boskiej Różańcowej) – kościół parafialny, należący do parafii pw. Matki Bożej Różańcowej w Toporowie, dekanatu Świebodzin – NMP Królowej Polski, diecezji zielonogórsko-gorzowskiej, metropolii szczecińsko-kamieńskiej, zlokalizowany w Toporowie w gm. Łagów, w powiecie świebodzińskim, w woj. lubuskim. Jeden z najcenniejszych zabytków wsi.

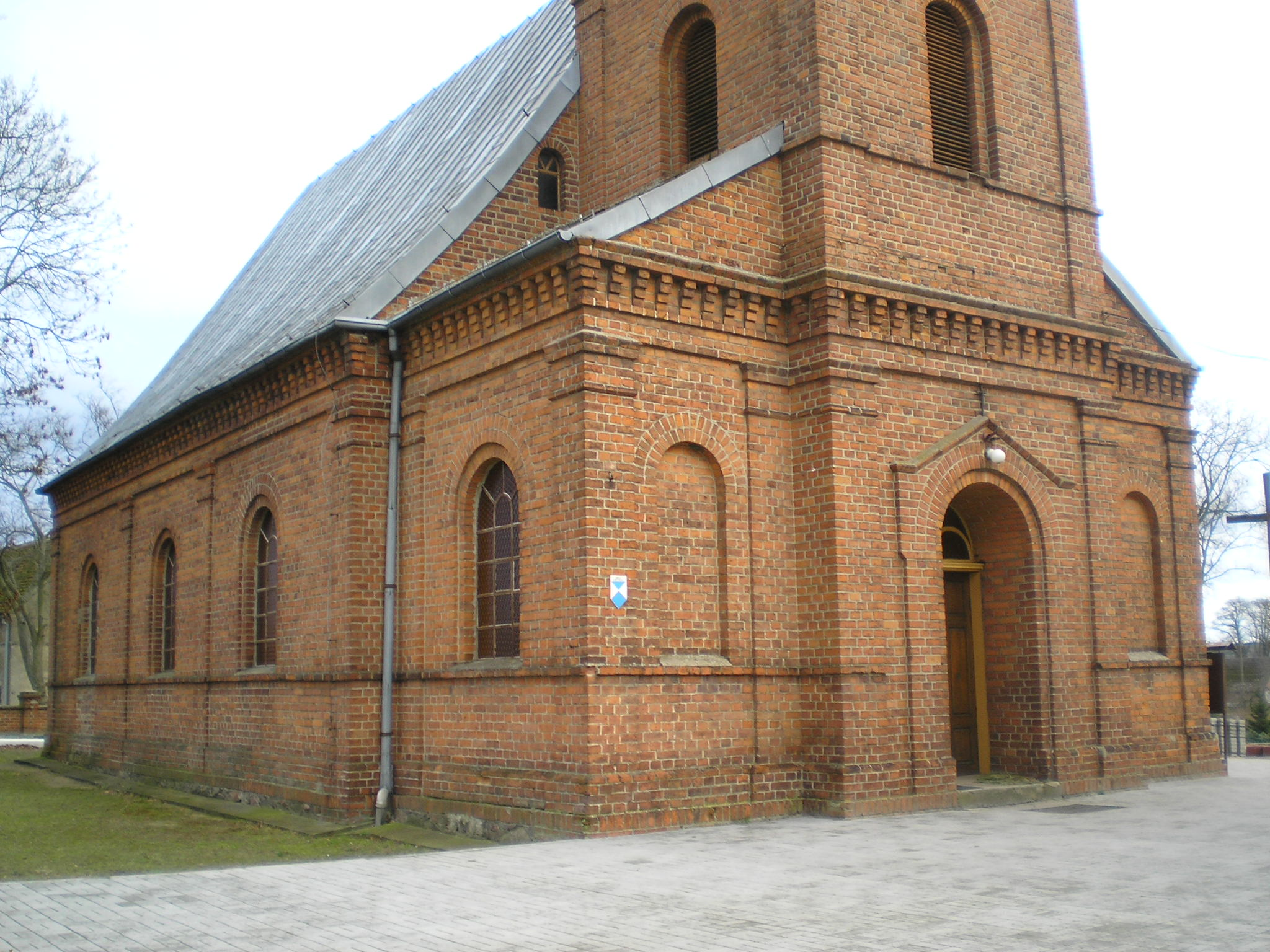
Widok od wejścia głównego

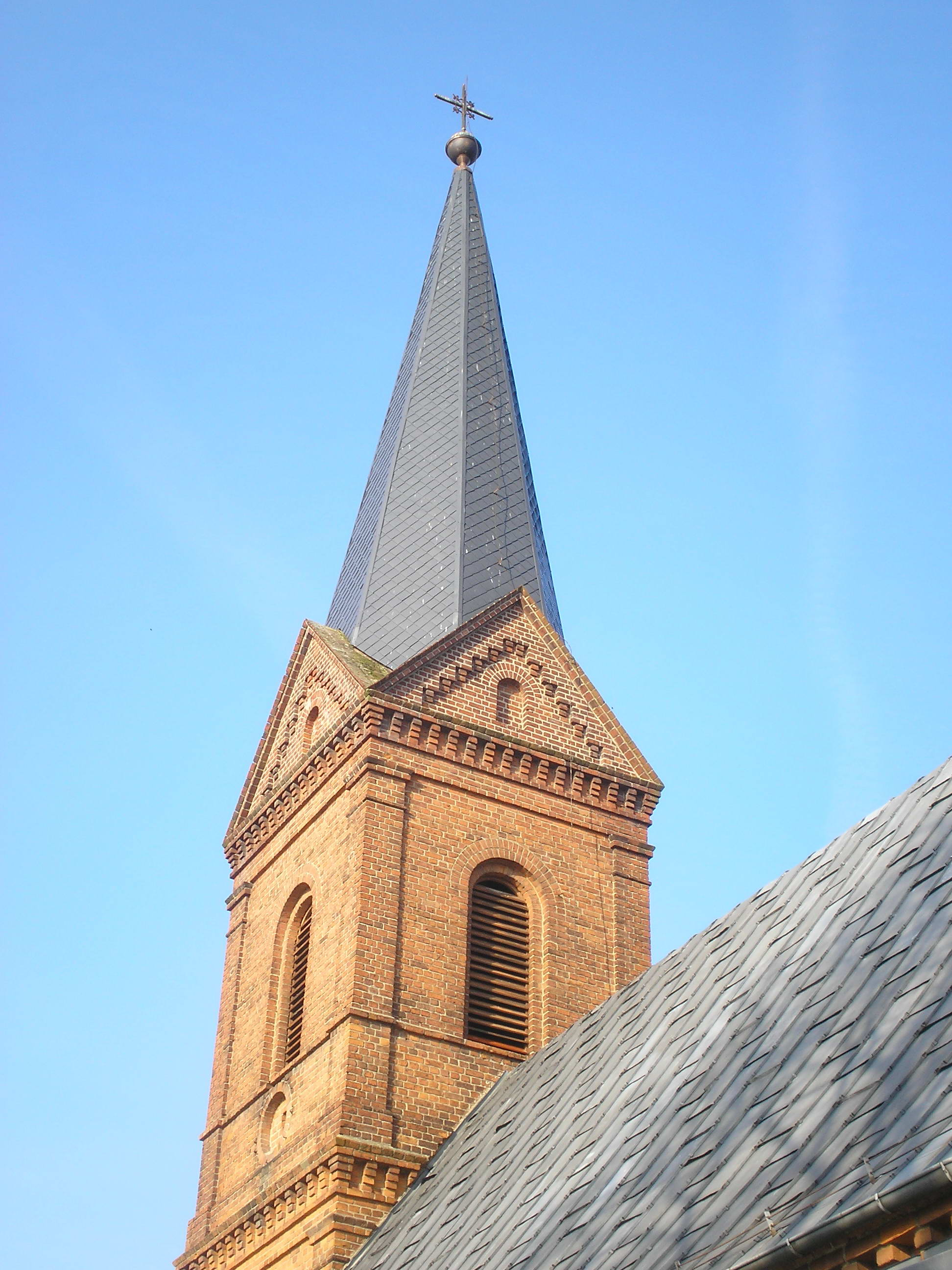
Wieża kościoła po renowacji

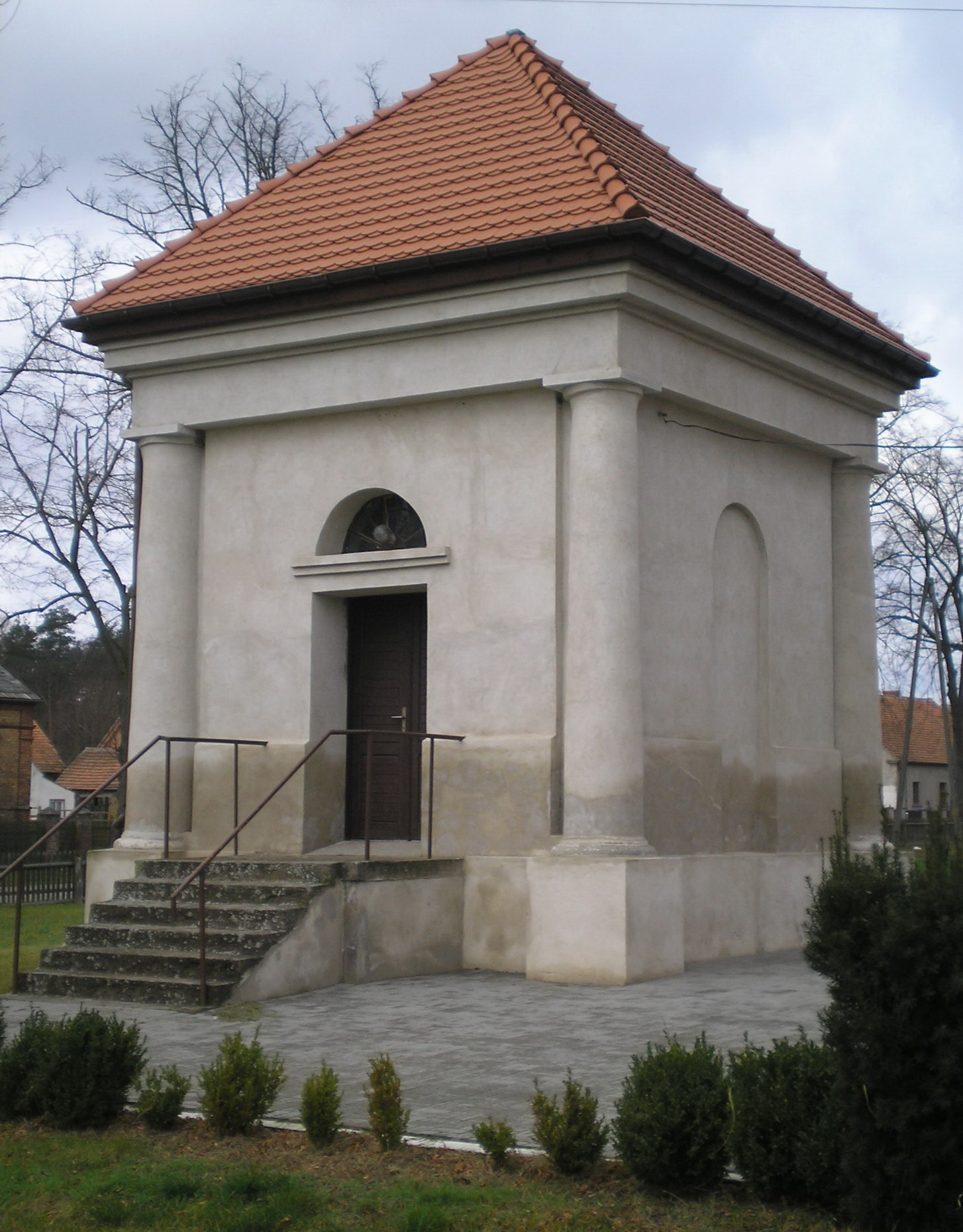
Kaplica przy kościele

## Historia
- Pierwsza wzmianka o drewnianym kościele w Toporowie pochodzi z 1467 r.
- Kaplica została poświęcona 22 września 1945 r. przez ks. dziekana Piotra Janika.

## Architektura
Obecny kościół został zbudowany z cegły w drugiej połowie XIX w. jako świątynia ewangelicka i taką funkcję pełnił do 1945. Wzniesiono go w stylu neogotyckim. Wcześniej był pokryty dachówką karpiówką, obecnie dach jest zabezpieczony blachą cynkową. Wieża świątyni została dobudowana około 1880 roku i jest o kilka metrów wyższa niż wybudowany 2 lata później Pałac Myśliwski w Toporowie.
Zwieńczeniem wieży jest kula z krzyżem. W prezbiterium znajdował się początkowo krzyż z gipsową figurą Chrystusa, obecnie drewniany krzyż z różańcem oraz obrazem Matki Bożej.

## Remont 2005
Ze względu na uszkodzenia, wystąpiła konieczność naprawy dachu i wieży, które wymagały kapitalnej modernizacji. Proboszcz pozyskał fundusze od parafian i 26 listopada 2005 roku odnowiona kula z krzyżem powróciły na szczyt, a wieżyczka została pokryta nową blachą.
Wewnątrz nowej kuli umieszczono zwyczajowy dokument spisany w języku łacińskim, upamiętniający fakt i moment modernizacji:
"Na wielką chwałę Boga, a szczególnie patronki parafii – Matki Bożej Różańcowej – w listopadzie 2005 Roku Pańskiego, roku śmierci Papieża z rodu Polaków Jana Pawła II i elekcji Benedykta XVI z rodu Niemców, w czasie elekcji w Polsce prezydenta Lecha Kaczyńskiego, w okresie pasterskiej posługi w diecezji gorzowskiej biskupa Adama Dyczkowskiego i proboszcza Janusza Jóźwiakowskiego w parafii w Toporowie, kiedy dziekanem dekanatu w Świebodzinie jest ksiądz Benedykt Pacyga, a wójtem gminy Łagów – Henryk Czajkowski, składamy to pismo do wieży kościoła. (...). W tym czasie sołtysem Toporowa był Józef Aftyka".